# Afterglow of Your Love
«Afterglow of Your Love» es un sencillo de la banda de rock británica Small Faces, publicado en 1969. Se ubicó en la posición No. 36 en la lista UK Singles Chart. Su título original era «Afterglow» en su versión de 1968, del álbum Ogdens' Nut Gone Flake.

## Versiones
- El cantante australiano Daryl Braithwaite hizo una versión de la canción en 1977. El sencillo escaló a la posición No. 37 en la lista Kent Music Report.[2]
- La banda estadounidense Quiet Riot hizo una versión de la canción en el álbum Quiet Riot II (1978) y una versión acústica en The Randy Rhoads Years (1993).
- Great White también hizo una versión en el álbum Hooked.